# Gesine Skrzepski
Gesine Skrzepski (* 5. September 1955 in Binz) ist eine deutsche Politikerin (CDU). Sie war von 1994 bis 2006 Mitglied im Landtag Mecklenburg-Vorpommern.

## Leben und Beruf
Nach dem Abitur 1974 absolvierte Skrzepski eine Ausbildung zur Fotografin. Sie arbeitete von 1978 bis 1990 als Sport- und Kulturreferentin beim Feriendienst des Ostseebades Binz und nahm 1984 parallel ein Fernstudium an der Sektion Kultur- und Kunstwissenschaften der Karl-Marx-Universität Leipzig auf, das sie 1989 als Diplomkulturwissenschaftlerin abschloss.

## Politik
Skrzepski war ab 1990 Kreistagsmitglied des Kreises Rügen. Von 1990 bis 1994 war sie Dezernentin für Tourismus, Handel und Umwelt im Landkreis Rügen und von 1994 bis 2004 Kreistagspräsidentin. Bei den Landtagswahlen 1994, 1998 und 2002 wurde sie jeweils direkt über den Wahlkreis 34 (Rügen II) in den Landtag von Mecklenburg-Vorpommern gewählt, dem sie bis 2006 angehörte. Im Parlament war sie von 1994 bis 1996 Vorsitzende des Wirtschaftsausschusses und von 1998 bis 2002 Vorsitzende des Tourismusausschusses.